# IFNK
IFNK‏ (Interferon kappa) هوَ بروتين يُشَفر بواسطة جين IFNK في الإنسان.

## الوظيفة
إنترفيرون كابا (IFN-kappa) عضو في عائلة الإنترفيرون من النوع الأول. والإنترفيرونات من النوع الأول هي مجموعة من الجليكوبروتينات ذات الصلة التي تلعب دورًا مهمًا في دفاعات الجسم ضد العدوى الفيروسية. يُعبَّر عن هذا البروتين في الخلايا الكيراتينية، ويوجد الجين على الكروموسوم 9، بجوار مجموعة الإنترفيرونات من النوع الأول.